# Tadamus kohnonis
Tadamus kohnonis är en bäcksländeart som först beskrevs av William Edwin Ricker 1952.  Tadamus kohnonis ingår i släktet Tadamus och familjen rovbäcksländor. Inga underarter finns listade i Catalogue of Life.